# Stillahavsflottan (Ryssland)
Stillahavsflottan (ryska: Тихоокеанский флот eller Tichookeanskij Flot) är den ryska marinens flotta baserad i Stilla havet, och som tidigare var den flotta som säkrade Sovjetunionens östliga gränser. Flottan har sin huvudsakliga bas i Vladivostok, men verkar även vid ett antal marinbaser i Vladivostoksregionen. Flottan har även två större installationer på halvön Kamtjatka i Avatjabukten, en marinbas i Petropavlovsk-Kamtjatskij och en ubåtsbas i Viljutjinsk.